# Columbia University Press

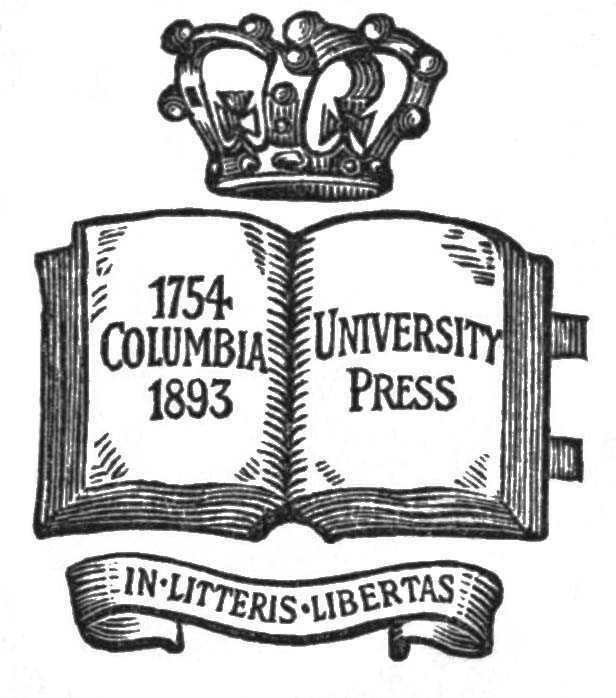
Uno dei primi loghi della Columbia University Press

La Columbia University Press è una casa editrice statunitense con sede a New York e affiliata alla Columbia University. Dal 2014 è diretta da Jennifer Crewe e pubblica titoli in discipline umanistiche e scientifiche, incluse opere riguardanti i campi degli studi letterari e culturali, della storia, del lavoro sociale, della sociologia, della religione, del cinema e degli studi internazionali.

## Storia
Fondata nel 1893, la Columbia University Press è nota per la pubblicazione di importanti opere di consultazione, come The Columbia Encyclopedia (1935-oggi), The Columbia Granger's Index to Poetry (online come The Columbia World of Poetry Online) e The Columbia Gazetteer of the World (anche online) e per l'editoria musicale.
Prima tra le riviste universitarie americane a pubblicare in formato elettronico, nel 1998 la società ha fondato un sito esclusivamente online, Columbia International Affairs Online (CIAO) e in seguito Columbia Earthscape (nel 2009).